# Blaise François Pagan

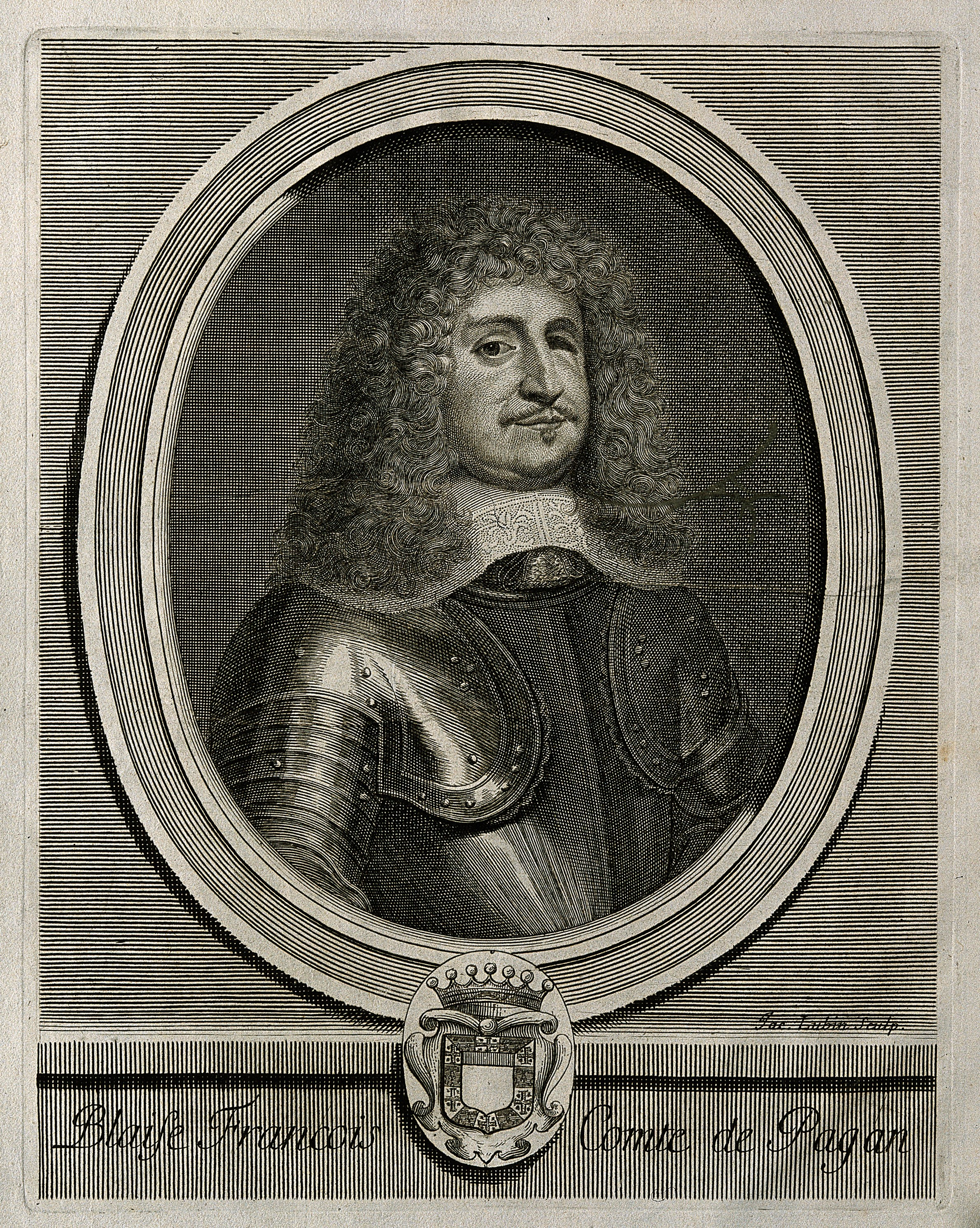
Blaise François Pagan, Stich von Jacques Lubin

Blaise François Pagan (* 1603 in Saint-Pierre-de-Vassols (heute im Département Vaucluse); † 18. November 1665 in der Bastille, Paris) war ein französischer Soldat und Militäringenieur, der in der Armee von Ludwig XIII. diente. Seine Militärkarriere endete in 1642, als er erblindete. Sein 1645 veröffentlichtes Buch Traité des fortifications (Abhandlung über Festungen) beeinflusste unter anderem Sébastien Le Prestre de Vauban.

## Leben
Pagans genaues Geburtsdatum ist unbekannt. Er wurde am 4. März 1604 getauft.
Sein Vater Claude stammte von einer adeligen Neapolitaner Familie ab, die in 1552 nach Frankreich kam und einen Zweig der D’Albert-Familie darstellte, deren Oberhaupt der Herzog von Luynes war. Pagan heiratete nie und starb kinderlos. Er wurde in Saint-Antoine-des-Champs beerdigt.

## Militärische Laufbahn

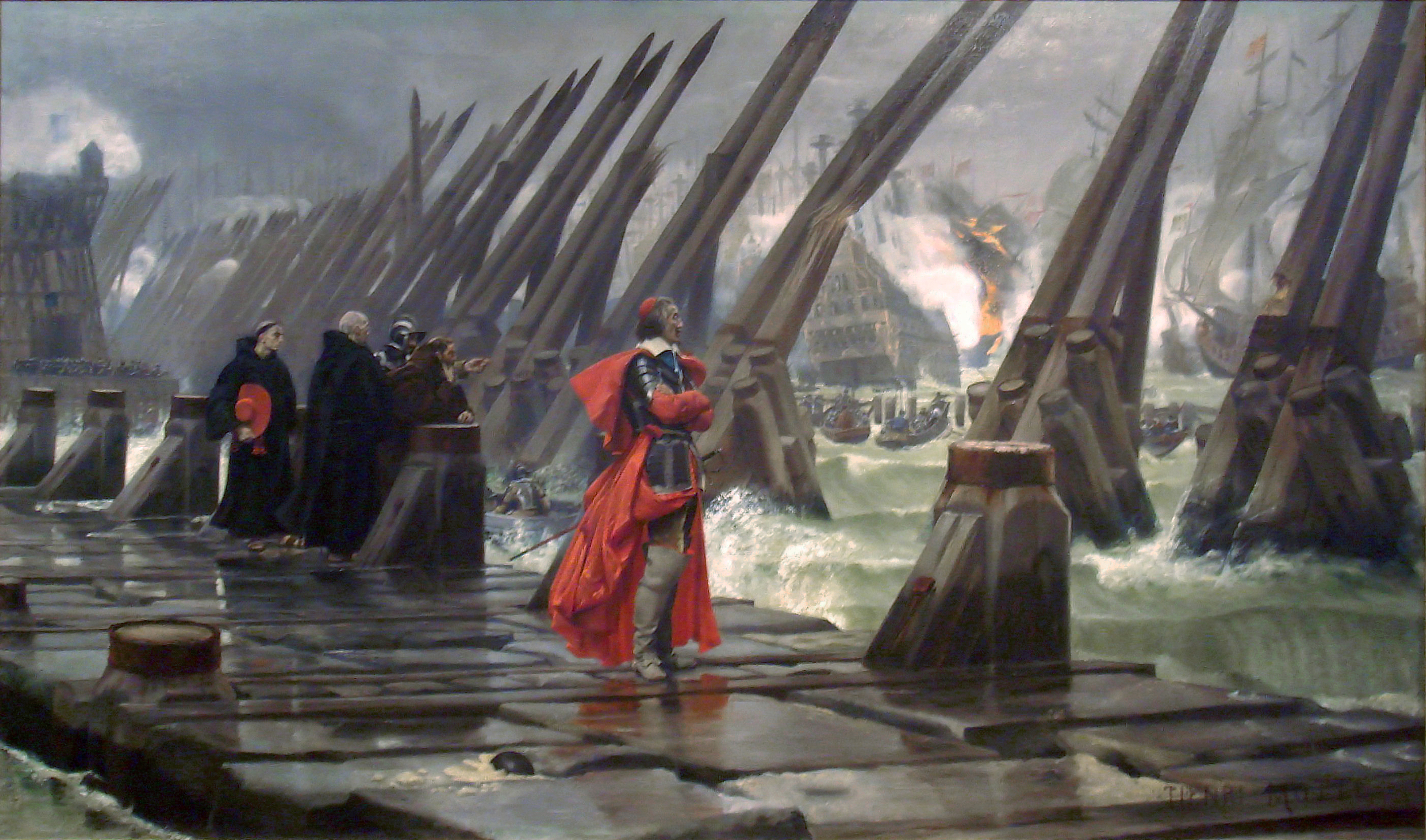
Kardinal Richelieu bei der Belagerung von La Rochelle; Pagan war Teil der Belagerer.

Pagan begann seine militärische Laufbahn im Alter von 12 Jahren in den 1620–1622 Jahren der Hugenottenaufstände. Gefördert wurde er durch den ersten Minister von Ludwig XIII. und seinen Verwandten Charles d’Albert. Im Jahr 1620 nahm an der Belagerung von Caen teil, an der Schlacht bei Les Pont-de-Cé, an der Belagerung Navarrenx und Béarn.
Im Jahr 1621 nahm er an den Belagerungen von Saint-Jean-d’Angély, von Clérac und von Montauban teil, wo er durch einen Schuss einer Muskete ein Auge verlor und wo sein Patron Luynes starb.
Kardinal Richelieu ersetzte Luynes und nach einer kurzen Pause, die auf den Vertrag von Montpellier folgte, begannen die Kämpfe in 1624 erneut. Neben anderen Operationen nahm Pagan an der Belagerung von La Rochelle 1627–1628 teil, die im Gnadenedikt von Alès 1629 endete. Das Edikt läutete das Ende der hugenottischen Selbstverwaltung ein. Richelieus Strategie war nicht religiös motiviert, er wollte die königliche Autorität über den autonomen französischen Adel steigern und die Macht Spaniens verringern.
Frankreich wurde 1628–1631 in den Mantuanischen Erbfolgekrieg involviert, im März 1629 wurde Pagan Teil der Truppe der „enfants perdus, des Gardes et de la plus brave jeunesse du royaume“, die bei der Belagerung von Susa die Barrikaden überwanden. Damit verdiente er sich die Achtung des Königs.

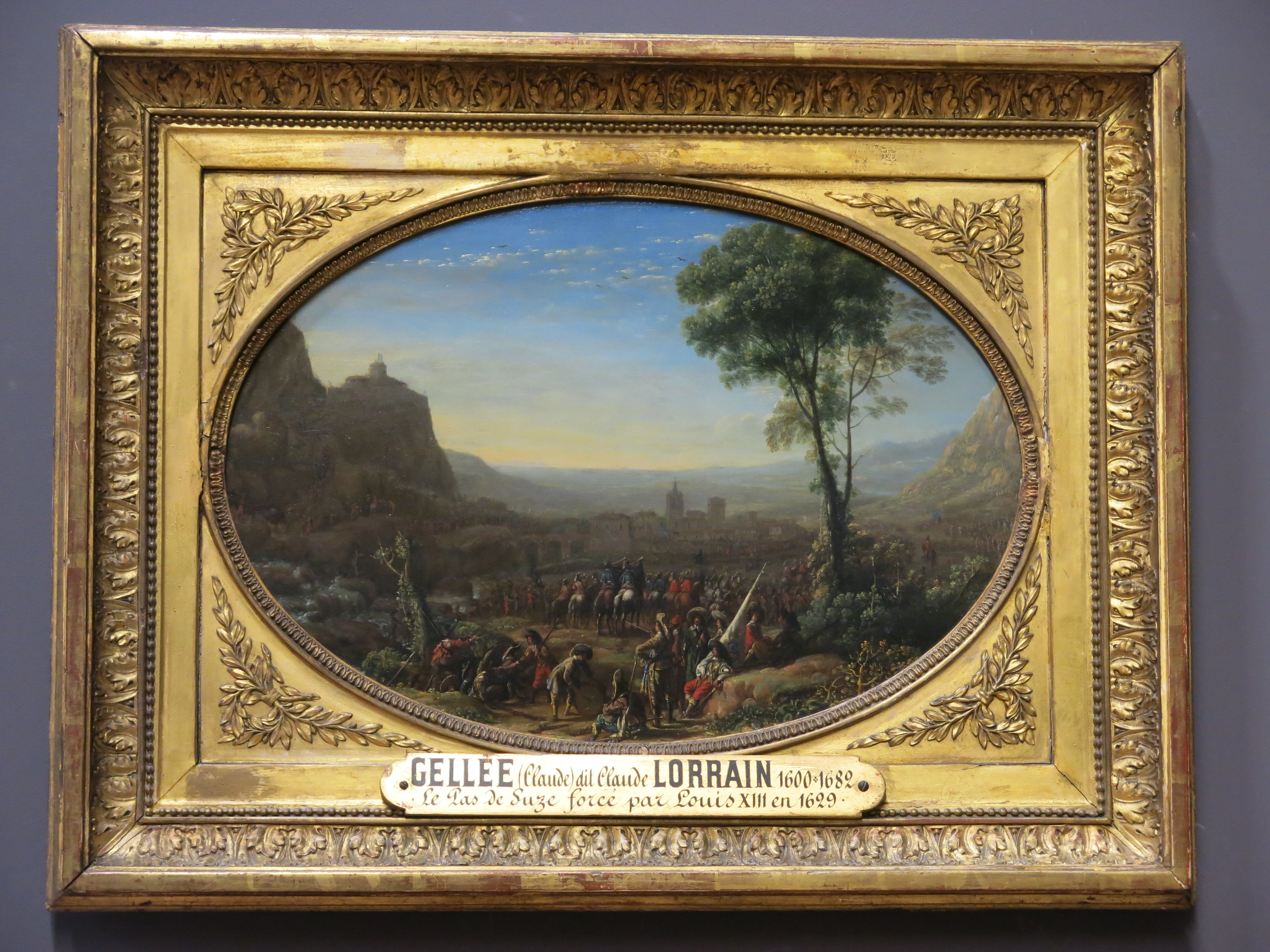
Sturm auf Susa von Claude Lorrain

Im gleichen Jahr nahm er an der Belagerung von Privas, von Alès, außerdem an dem Angriff auf den Vorort von Chambéry und der Belagerung von Montmélian teil.
Während des Dreißigjährigen Krieges entwarf er mit dem König den Riss der Circumvallation für die Belagerung von Nancy.
Im Jahr 1636 wurde er mit dem Kommando und der Fortifikation des Oiseufers beauftragt. Er nahm an der Verteidigung von Saint-Quentin teil. Es folgte die Belagerung von Corbie, dann begab er sich nach Amiens.
Im Jahr 1637 nahm er teil an den Belagerungen von Landrecies, von Maubeuge, von Clermont, von La Capelle und der Eroberung von Solre-le-Château. An den Belagerungen von Saint-Omer im Jahr 1638 sowie Renty und Catelet nahm er ebenso teil. Im Jahr darauf nahm er an der Hilfstruppe von Mouzon, an der Belagerung von Ivoy und am Kampf um Saint-Venant teil.
1640 folgte die Belagerung von Arras. Ein Jahr später nahm er an der Belagerung von La Bassée, Bapaume und bei einem Angriff auf einen Vorort von Lille teil.
Am ersten Juni 1641 wurde zum Beginn der Restaurationskriege Johann IV. von Portugal von Frankreich anerkannt. Im Jahr 1642 sollte Pagan unter der Order des portugiesischen Königs als Maréchal de camp dienen, aber er verlor durch einen Unfall in Paris sein komplettes Augenlicht. Damit endete seine militärische Karriere.

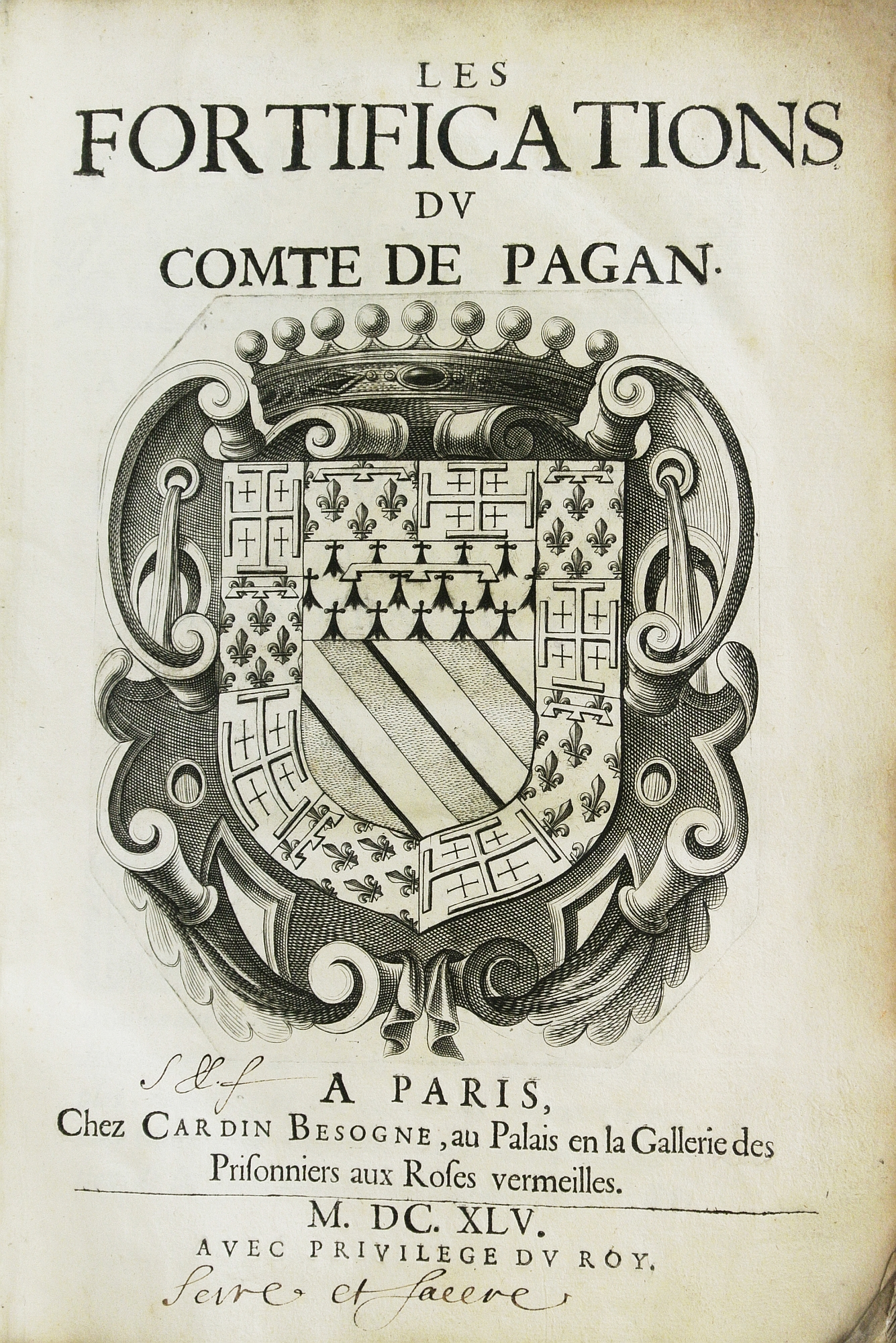
Titelseite von Pagans Les Fortifications veröffentlicht in Paris, 1645

## Werk
Die steigende Bedeutung der Artillerie während des 16. Jahrhunderts machte es notwendig, das Entwerfen von Festungen komplett zu überdenken. Grundlegendes haben italienische Architekten konzipiert. Die berühmte sternförmige Bastion, die bis ins 19. Jahrhundert gebaut wurde, war bekannt als trace italienne. Die Bauweise wurde von den französischen Ingenieuren Jean Errard (1554–1610) und Antoine de Ville (1596–1656) erweitert. Pagans Überlegungen waren gänzlich theoretischer Natur, er dachte beispielsweise darüber nach, wie man Außenbefestigungen oder Bastionen anbringen musste, um einen Angriff zu verlangsamen oder wie man an sich beim Bauen an örtlichen Begebenheiten anpasste. Für die Außenanlage sah er einen Wehrgang mit kleinem Exerzierplatz auf der Contrescarpe vor. Die Prinzipien, die er aufschrieb, wurden von Vauban angewendet. Pagan wurde 1645 vom Johanniterorden eingeladen, deren Basis in Floriana auf Malta zu fortifizieren. Sein Vorschlag wurde nicht umgesetzt. Im selben Jahr veröffentlichte er Les Fortifications. Während der Gefangenschaft in der Bastille publizierte Pagan Werke zu verschiedenen Themen, über Geometrie, Astronomie und Geographie.

## Inhaftierung
Während der Fronde des nobles im Jahr 1652 wurde er inhaftiert, weil er sich angeblich „damit gebrüstet hat, den König (Ludwig XIV.) mit Magie zu töten“. Diese Aussage in Kombination mit seiner Verbindung zu Henri II. de Montmorency und Gaston de Bourbon, duc d’Orléans führten zu seiner Gefangennahme in die Bastille. Kardinal Mazarin bot ihm an, Frankreich zu verlassen, aber er bestand darauf bedingungslos frei gelassen zu werden.
Sein letzter Brief aus der Bastille wurde am 28. November 1665 geschrieben. Kurz darauf starb Pagan.

## Schriften
- 1645: Erste Ausgabe des Traité des fortifications, Les fortifications du comte de Pagan, nouvelle édition, 1689
- 1651: Erste Ausgabe der Théorèmes géométriques
- 1654: Zweite, erweiterte Ausgabe der Théorèmes géométriques,
- 1655: Relation historique et géographique de la grande rivière des Amazones dans l’Amérique, extraite de divers auteurs, gewidmet Mazarin, Übersetzung einiger Auszüge aus dem spanischen und portugiesischen über den Amazonas
- 1656: Théorème sur les racines carrées et cubiques (posthum in 1669 veröffentlicht),
- 1657: Théorie es planètes, er beschreibt die Bewegung der Planeten auf Ellipsen,
- 1658: Tables astronomiques,
- 1659: Astrologie naturelle,
- 1663: Homme héroïque, ou le prince parfait sous le nom de roi Louis-Auguste, Louis XIV. gewidmet
- 1684: Übersetzung ins Deutsche: Des Grafen von Pagan Neuer Festungs-Bau. Aus dem Frantzösischen in das Teutsche übersetzt / mit nöthigen Anmerckungen / und vielen Kupffern vermehret, Frankfurt am Mayn, Gedruckt bey Joh. Georg Drullmann. In Verlegung des Übersetzers / Im Jahr 1684